# Stadion Pleiku
Stadion Pleiku (wiet. Sân vận động Plei Cu) – stadion piłkarski w Pleiku, w Wietnamie. Może pomieścić 10 000 widzów. Swoje spotkania rozgrywają na nim piłkarze klubu Hoàng Anh Gia Lai.